# Brennkammer

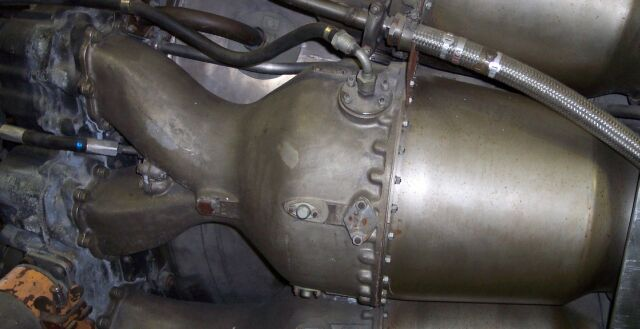
Außenansicht einer Rohrbrennkammer eines Luftstrahltriebwerkes

Eine Brennkammer ist ein Behälter, in dem durch Zufuhr eines Oxidators (Sauerstoffträger, meist Luft) und eines oder mehrerer Brennstoffe eine exotherme Reaktion („Verbrennung“) stattfindet, meist kontinuierlich. Diese Reaktion kann gegebenenfalls durch einen Katalysator beschleunigt werden.

## Aufbau und Arbeitsweise
Eine Brennkammer hat im Allgemeinen eine große Einlassöffnung für den Oxidator sowie eine große Auslassöffnung für die Verbrennungsabgase. Brennstoff(e) sowie gegebenenfalls der Katalysator werden meist über Düsen in geregelten Mengen in die Brennkammer eingebracht, die Zuflussmenge des Oxidators ist im Allgemeinen bekannt, wird jedoch nicht (direkt) geregelt. Bei Raketentriebwerken wird auch der Oxidator in geregelten Mengen in die Brennkammer eingebracht.
Gasförmiger Treibstoff wird direkt beigemischt, flüssiger wird erst zerstäubt oder verdampft. Wenn der Treibstoff fest ist, kann er feinst gemahlen in die Brennkammer eingeblasen werden.
Wesentliches Merkmal einer Brennkammer ist, dass diese im Betrieb nicht zyklisch verschlossen wird, wie dies z. B. ein Verbrennungsmotor macht. Verwendet man keine hypergolen („selbstzündenden“) Reaktionskomponenten, so wird zumindest zum Starten der Brennkammer noch ein Zünder benötigt, z. B. eine Zündkerze.
Eine Brennkammer wird in Raketentriebwerken, Gasturbinen oder auch in Heizungsanlagen verwendet. Brennkammern können in ihrer Leistung schnell geregelt werden. Der Reaktionsraum einer Feststoffrakete wird ebenfalls als Brennkammer bezeichnet. Hierbei befinden sich Brennstoff und Oxidator in einer festen Masse im Inneren der Kammer. Die Masse bildet dabei zunächst die Brennkammerwand. Diese Brennkammern sind nicht regelbar.

## Belastungen und Material
Aufgrund der Anwendung unterliegen Brennkammern hohen mechanischen und thermischen Belastungen. Je nach Anwendung kann der Druck in einer Raketenbrennkammer bis zu 300 bar betragen, die Temperatur der Reaktionsprodukte bis zu 3300 °C. Dazu kommen Beschleunigungskräfte und Vibrationen.
Für die Brennkammerinnenwand werden vor allem Superlegierungen oder Chromnickelstähle mit Schmelztemperaturen ab 1350 Grad Celsius bis 2623 Grad Celsius (Molybdän) verwendet, die mit Zusätzen von Wolfram, Titan und Molybdän den Hitze- und Druckanforderungen entsprechend ausgelegt werden.

### Kühlung und Hitzeschild
Bei sehr hoher thermischer Belastung muss die Brennkammerwand gekühlt werden. Dies erfolgt entweder durch den Brennstoff, der vor dem Einspritzen in die Brennkammer erst in Rohren über die Brennkammerwand transportiert wird und sich dabei entsprechend erwärmt, oder kann bei kurzzeitigem Einsatz auch durch einen geeigneten Hitzeschild, zum Beispiel aus Graphit, Wolfram oder Molybdän, geschehen. Bei Brennkammern von Gasturbinen wird in der Regel Luft zur Kühlung genutzt, diese tritt durch kleine Löcher in der Brennkammerwand ein und bildet so einen Kühlfilm. Daneben gibt es zunehmend Brennkammerausführungen, bei denen auf der Heißgasseite eine Keramikschicht aufgebracht ist. Dieser Werkstoff verträgt deutlich höhere Temperaturen und führt durch seine gute Isolationswirkung zu einem starken Temperaturgradienten zur eigentlichen Brennkammerwand hin. Von außen muss auch hierbei die Brennkammer durch Luft gekühlt werden (oft durch Prallkühlung), jedoch besteht im Vergleich zur Filmkühlung der Vorteil, dass die Kühlluft nicht in die Brennkammer gelangt und dort den Verbrennungsprozess beeinflusst.
Eine luftgekühlte Brennkammer benötigt eine unter Druck stehende Kühlluftversorgung. Hierzu ist die eigentliche Brennkammer von einem Druckgehäuse umgeben – zwischen Brennkammerwand und Druckgehäuse wird die Kühlluft geführt. Oft wird die Kühlluft vor dem Einlass der Brennkammer von der Brennkammerzuluft abgezweigt.

## Brennkammerbauweisen bei Gasturbinen
Zusätzlich zu der äußeren Bauform werden Brennkammern auch nach der Gasführung und der Kraftstoffzuführung unterschieden.

### Einordnung nach Bauformen

#### Einzelbrennkammer

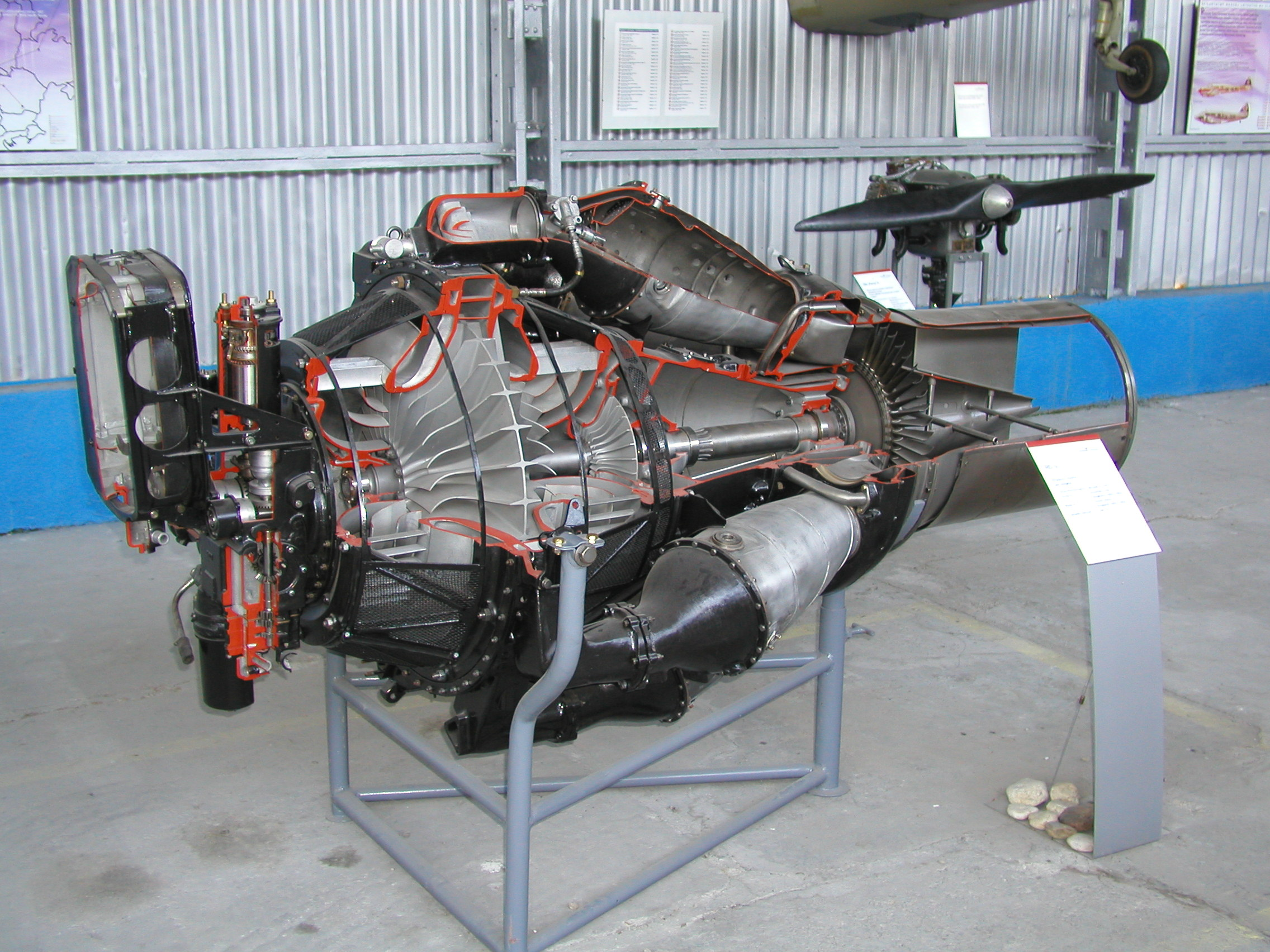
Aufschnitt eines RD-500-Triebwerks mit im Ring angeordneten Rohrbrennkammern (Kosice Aviation Museum, Košice, Slowakei)

Auch Rohrbrennkammer oder englisch „can-type combustion chamber“ bezeichnet.
Bei Einzelbrennkammerbauweise sind meist mehrere zylindrische Brennkammern im Verbund angeordnet. Jede Brennkammer hat eine eigene Einspritzdüse. Vorteile der Einzelbrennkammern sind geringere Entwicklungskosten und eine recht einfache Gestaltung der Einzelteile. Nachteile sind das höhere Gewicht und der erhöhte Platzbedarf im Vergleich zu anderen Bauweisen. Die in die Turbine eintretenden Gase haben außerdem eine sehr ungleichmäßige Temperaturverteilung in Umfangsrichtung, was die Lebensdauer der Turbine und des Leitsystems stark verkürzt. Diese Bauart wurde ausschließlich in der Anfangszeit der Strahltriebwerke verwendet, da der Entwicklungsaufwand am geringsten war. Heute wird diese Bauform nur noch bei kleineren Gasturbinen eingesetzt.

#### Rohr-Ringbrennkammer
engl. „can-annular combustion chamber“

Dies ist eine Mischbauform aus der klassischen Einzelbrennkammer und der modernen Ringbrennkammer. Die Einzelbrennkammer ist in Ringform ausgeführt und besitzt mehrere ringförmig angeordnete Einspritzdüsen. Diese Bauform bietet einige Vorteile der Ringbrennkammer (höhere Energiedichte, bessere Verbrennung), aber alle Nachteile der Einzelbrennkammerbauweise. Dieser Kompromiss aus Leistung, Gewicht, Baugröße und Entwicklungsaufwand wurde in der Vergangenheit nur selten eingesetzt, da die Entwicklung der Ringbrennkammer schnell Fortschritte machte.

#### Ringbrennkammer
engl. „annular combustion chamber“

Bei der Ringbrennkammer ist an Stelle mehrerer Einzelbrennkammern nur eine Brennkammer mit einem ringförmigen Brennraum für ein Strahltriebwerk nötig, wodurch Platz und Gewicht eingespart werden. Außerdem ist die erreichbare Energiedichte wesentlich höher als bei anderen Bauformen (beim CF6-80 Triebwerk werden bei einem Brennkammervolumen von etwa 20 Litern bis zu 12.000 Liter Kerosin pro Stunde verbrannt). Es sind mehrere (bis zu 30) einzelne Einspritzdüsen gleichmäßig verteilt, wodurch die austretenden Gase eine sehr gleichmäßige Temperaturverteilung im Umfang besitzen. Diese Bauform wurde erst spät weiterentwickelt, da dafür entsprechend leistungsfähige Brennkammerprüfstände nötig sind, um die Brennkammer komplett oder segmentweise zu testen.

### Einordnung nach Kraftstoffzuführung

#### Gleichstromeinspritzung
Der Brennstoff wird in der gleichen Strömungsrichtung wie die Verbrennungsluft zugeführt. Vorteil: Technisch einfach zu beherrschen, heutzutage meistens angewandt. Nachteil: Die Gemischbildung ist nicht optimal, es muss durch Wirbelbildung nachgeholfen werden, was den Druckverlust erhöht.

#### Gegenstromeinspritzung
Der Brennstoff wird entgegen der Verbrennungsluft zugeführt. Man verspricht sich damit eine verbesserte Gemischbildung, jedoch verkoken die Düsen stark, weshalb diese Bauweise seit über 30 Jahren "in Entwicklung" ist und noch keinen nennenswerten Einsatz fand.

#### Kraftstoffverdampfung
Bei dieser Bauweise wird der Brennstoff unter geringem Druck in einem von der Flamme beheizten Rohr "eingespritzt". Der Kraftstoff verdampft in dem Rohr, durch das gleichzeitig auch Luft geleitet wird. Die Gemischbildung ist die Beste von allen drei Verfahren, die Verbrennung läuft dadurch sehr sauber ab. Ebenso kann das Einspritzsystem durch den niedrigen Druck einfach gehalten werden. Diese Bauart wurde schon recht früh verwendet, als die Einspritzdüsen noch schwierig zu fertigen waren, wurde dann aber von der schnellen Entwicklung dieser Technik nahezu vollständig verdrängt. Heutzutage wird diese Technik beinahe nur noch im Modellbau verwendet.

#### Fliehkraftzerstäubung
Der Brennstoff wird durch die hohle Triebwerkswelle zugeführt und durch die Fliehkraft sehr fein zerstäubt. Die Gemischbildung ist relativ gut, das Einspritzsystem kann durch den niedrigen Druck einfach gehalten werden, jedoch erfolgt die Verbrennung zwingend radial, wodurch eine spezielle Brennkammer verwendet werden muss, die durch die mehrfache Umlenkung des Gasstromes einen höheren Druckverlust hat.

### Einordnung nach Gasführung

#### Gleichstrombrennkammer
Die Brennkammer wird ohne nennenswerte Richtungsänderungen linear durchströmt. Einfache, kompakte Bauweise mit niedrigen Druckverlusten. Diese Bauform ist die meistverwendete bei Strahltriebwerken.

#### Umkehrbrennkammer
Der Gasstrom ändert seine Richtung in der Regel zweimal um 180° (jedoch nicht in der Verbrennungszone!), wodurch eine gute Durchmischung und eine gleichförmige Temperatur am Austritt erreicht wird. Dadurch kann auch die Baulänge reduziert werden, weshalb diese Bauform bei Kleingasturbinen häufig angewendet wird. Hauptnachteil sind die höheren Druckverluste, die durch das Umlenken der Gase zustande kommen.

#### Radialbrennkammer
Diese Bauform wird ausschließlich bei Fliehkraftzerstäubung angewandt, ist in der Konstruktion (Kühlluftführung) sehr aufwändig und wird nur bei kleineren Gasturbinen genutzt. Durch die mehrfache Richtungsänderung des Gasstromes tritt auch hier ein erhöhter Druckverlust auf.
Viele verwendeten Brennkammern sind Mischbauweisen, die den exakten Anforderungen des Triebwerks entsprechend entwickelt wurden. Daher ist diese Aufzählung nicht abschließend, es werden ständig neue Bauweisen erprobt um Abgasverhalten, Leistung, Gewicht etc. zu verbessern.